# CSM Cetate Devatrans Deva
Le CSM Cetate Devatrans Deva (anciennement Universitatea Remin Deva) est un club roumain de handball féminin basé à Deva.

## Palmarès
Compétitions internationales
- Coupe Challenge (1) : 
  - vainqueur en 2002
  - finaliste en 2004

## Joueuses historiques
- Paula Ungureanu
- Valentina Neli Ardean Elisei
- Carmen Cartaș